# Афонинський могильник
Афо́нинський моги́льник — археологічна пам'ятка II—IV століть чегандинської культури.
Могильник розташований біля села Афонино Сарапульського району Удмуртії, на пологій високій (8-10 м) терасі річки Мала Сарапулка, лівій притоці Ками. Ділянка пам'ятки опускається на захід, поверхня розорюється. Пам'ятка знайдена в 1977 році Г. Н. Клюєвою, розкопувалась Т. К. Ютиною (1978—1979) та Г. Н. Клюєвою (1980). Вивчено 1848 м² та 215 могил, які розташовані рядами. Захоронення переважно поодинокі, здійснені за обрядом тілопокладення в дерев'яні гроби. Речовий інвентар представлений прикрасами костюма, знаряддями праці та зброєю.